# Die Arbeiten des Herkules
Die Arbeiten des Herkules (Originaltitel The Labours of Hercules) ist eine Kurzgeschichtensammlung von Agatha Christie. Sie erschien zuerst 1947 in den USA bei Dodd, Mead and Company und im Vereinigten Königreich im September desselben Jahres im Collins Crime Club. Die deutsche Erstausgabe wurde 1958 vom Scherz Verlag (Bern / Stuttgart / Wien) veröffentlicht. Sie ist somit die erste Sammlung Christie'scher Kurzgeschichten, die ins Deutsche übertragen wurde. Im Atlantik Verlag erschienen 2015 Das Große Hercule Poirot Buch. Die besten Kriminalgeschichten. mit dem Vorwort sowie vier der Kurzgeschichten in einer Neuübersetzung von Michael Mundhenk.
Es ermittelt Hercule Poirot in zwölf Fällen, mit denen er seine ruhmreiche Karriere beenden will. Er orientiert sich dabei, in Anlehnung an seinen Vornamen, an den sagenhaften zwölf Arbeiten des Herakles. Die einzelnen Arbeiten geben den Kurzgeschichten ihre Titel.

## Einführung
Hercule Poirot hat Besuch – Dr. Burton, ein Fellow des All Souls Colleges in Oxford. Die Konversation dreht sich um den ungewöhnlichen Vornamen von Poirot und darum, dass manchmal der von den Eltern gegebene Vorname nicht zu den Kindern passt. Dr. Burton zitiert aus Homers Ilias (XXIII, 316 f.) und erzählt dann Poirot die Sage von Herakles. Poirot gibt zu, diese nicht zu kennen, weil er keine Zeit hatte, die alten Sprachen zu studieren. Später verkündet Poirot, dass er sich nach ein paar noch zu lösenden Fällen in den Ruhestand begeben wolle. Burton regt lachend an, die Fälle nach den zwölf Arbeiten des Herakles zu benennen. Nachdem er eine Nacht darüber nachgedacht hat, entscheidet sich Poirot, die Idee umzusetzen.

## Die Geschichten

### Der Nemeische Löwe
(Originaltitel: The Nemean Lion)
Die erste Aufgabe „findet“ Miss Lemon in einem Brief eines Geschäftsmannes aus Nordengland, Sir Joseph Hoggin. Der Pekinese seiner Frau wurde entführt. Poirot trifft sich mit Hoggin, der ihm erzählt, dass der Hund vor einer Woche entführt wurde und eine Lösegeldforderung in Höhe von 200 Pfund eingegangen ist. Eigentlich wollte Hoggin die Sache auf sich beruhen lassen, doch in seinem Club erfährt er von einem Bekannten, dass diesem gleiches widerfahren ist. Poirot trifft die aufgebrachte Lady Hoggin und ihre Gesellschafterin, Miss Amy Carnaby, die sehr eingeschüchtert wirkt. Er lässt sich den Tathergang schildern. Miss Carnaby war mit dem Hund, Shan-Tung (von Poirot als veritabler Löwe beschrieben) zu einem Spaziergang im Park, als sie anhielt, um ein Baby in einem Kinderwagen zu bewundern. Während sie in den Wagen schaute, schnitt jemand die Leine des Hundes durch und nahm ihn mit. Das Lösegeld sollte in einem Umschlag an einen Captain Curtis mit einer Adresse in Bloomsbury geschickt werden.
Poirot beginnt mit seinen Ermittlungen. Nachdem er den Namen der vorherigen Arbeitgeberin von Miss Carnaby, Lady Hartingfield, die ein Jahr zuvor verstarb, herausgefunden hat, besucht er deren Nichte. In diesem Gespräch teilt sie die Ansichten von Lady Hoggin über die intellektuellen Leistungen von Miss Carnaby, betont aber auch die guten Seiten. So kümmert sie sich hingebungsvoll um ihre behinderte Schwester und kann so gut mit Hunden umgehen, dass Lady Hartingfield ihr ihren Pekinesen hinterlassen hat. Nach einem Gespräch mit dem Parkwächter macht sich Poirot auf den Weg zu der Adresse, an die das Lösegeld geschickt werden sollte. Es ist ein billiges Hotel, in dem auch Nichtbewohner ihre Post hinterlegen lassen. Dann macht er sich auf den Weg zur Frau des Bekannten aus Hoggins Club. Sie erzählt ihm die gleiche Geschichte wie Lady Hoggin. Als er dann bei Sir Joseph Bericht erstattet, merkt er, dass dessen Verhältnis zu seiner blonden Sekretärin nicht nur beruflich ist.
Mit Hilfe von Georges, seinem Diener, findet er die Wohnung von Miss Carnabys Schwester. Als er die Wohnung aufsucht, trifft er auf Miss Carnaby, ihre behinderte Schwester Emily und ihren Pekinesen Augustus. Alle drei sind Teil eines Plans von schlecht bezahlten Angestellten undankbarer reicher Damen, die langsam alt werden und etwas fürs Alter zurücklegen wollen. Bei dem besagten Spaziergang hatte Miss Carnaby nicht Shang-Tung dabei, sondern ihren eigenen Hund, der den Weg aus dem Park nach Hause gut kannte und allein nach Hause ging. Sie fand aber im Park genug Zeugen für die „Entführung“, so dass es glaubhaft war. Nachdem sie überführt ist, entschuldigt Miss Carnaby ihre Tat mit dem oft demütigenden Verhalten ihrer Dame. So hatte diese sie erst vor kurzem beschuldigt, irgendetwas in ihre Medizin gemischt zu haben, weil sie so bitter schmeckte. Poirot fordert sie auf, mit den Erpressungen aufzuhören und das Geld an Lady Hoggin zurückzugeben, verspricht aber gleichzeitig, dafür zu sorgen, dass deren Mann nichts erfährt.
Er trifft sich mit Sir Joseph und bietet ihm zwei mögliche Lösungen an: Entweder den Kriminellen, dessen Namen Poirot nicht nennt, zu entlarven und das Geld zu verlieren oder das Geld zu nehmen und den Fall zu beenden. Der gierige Sir Joseph entscheidet sich für die letztere Möglichkeit und nimmt Poirots Scheck. Während des nun folgenden Gesprächs unterhalten sich beide über Mordfälle und Poirot erklärt dem erstaunten Sir Joseph, dass er ihn an einen belgischen Mörder erinnert, der seine Frau vergiftete, um seine Sekretärin zu heiraten. Schnell gibt Sir Joseph Poirot den Scheck zurück, mit der Bitte, das Geld zu behalten. Poirot sendet es an Miss Carnaby zurück, als letzten Beitrag zu ihrem Pensionsfonds. Inzwischen stellt Lady Hoggin fest: «Komisch, diese Medizin schmeckt jetzt ganz anders. Sie hat nicht mehr diesen bitteren Nachgeschmack …»

### Die Lernäische Schlange
(Originaltitel: The Lernaean Hydra)
Poirot wird von Doktor Charles Oldfield, der in Market Loughborough, einem kleinen Dorf in Berkshire, eine Arztpraxis hat, um Hilfe gebeten. Seine Frau starb vor ungefähr einem Jahr an einer Magenerkrankung, aber im Dorf halten sich hartnäckige Gerüchte, dass er sie vergiftet hätte. Die Menschen meiden seine Praxis und er hat auch schon einige anonyme Briefe erhalten. Er kann nichts gegen den Klatsch und Tratsch tun, denn, so wie bei den Köpfen der Lernäischen Schlange, kommt er an neuer Stelle wieder auf, wenn er ihn an einer besiegt hat.
Seine Frau war eine schwierige Patientin, die an einem Magengeschwür gestorben war. Die Symptome dieser Krankheit ähneln denen einer Arsenvergiftung sehr. Sie hinterließ ihrem Mann ein nicht unerhebliches Vermögen. Mit ein wenig Druck gesteht Oldfield, dass sich das meiste Gerede um Jean Moncrieffe dreht, seine junge Laborantin, die er eigentlich heiraten will. Doch solange die Gerüchte immer wieder hochkochen, traut er sich nicht. Poirot reist nach Market Loughborough und trifft sich mit Jean. Sie redet offen über ihre Beziehung zu Oldfield und ihre Abneigung zu seiner Frau. Die von Poirot vorgeschlagene Exhumierung und anschließende Obduktion lehnt sie aber ab, da nicht mehr alle Gifte nachgewiesen werden können.
Poirot nimmt nun Kontakt zu den beiden ehemaligen Angestellten der Oldfields auf: zur Krankenschwester Harrison und zum Hausmädchen Beatrice King. Die Krankenschwester erzählt ihm, dass sie ein Gespräch zwischen Jean und Dr. Oldfield belauscht habe, indem die beiden den Tod von Mrs. Oldfield ungeduldig erwarten. Sie ist sich sicher, dass Beatrice das Gespräch ebenfalls gehört haben muss. Als er ihr von der bevorstehenden Exhumierung erzählt, zeigt sie sich begeistert und meint, dass dies das einzig Richtige sei. Als er anschließend mit Beatrice spricht, bestreitet sie, das Gespräch zwischen Jean und Oldfield belauscht zu haben, kann ihm aber andere verdächtige Dinge mitteilen. So hat sie beobachtet, dass Jean Tee oder Medikamente für Mrs. Oldfield vorbereitete, aber auch dass die Schwester Harrison sie wegkippte oder austauschte, bevor sie sie der Kranken gab.
Inzwischen erhält Poirot die Genehmigung für die Exhumierung und schnell steht fest: Mrs. Oldfield wurde mit Arsen vergiftet. Schwester Harrison ist geschockt und erzählt Poirot eine weitere Geschichte. So soll Jean in eine Puderdose ein Pulver aus der Apotheke der Praxis eingefüllt haben.
Poirot alarmiert die Polizei, die genau eine solche Dose in Jeans Schlafzimmer findet. Als man sie Schwester Harrison zeigt, erkennt sie die Dose sofort. Nun schnappt die Falle zu: Poirot hatte seinen Diener Georges beauftragt, Schwester Harrison zu beobachten und der hatte gesehen, wie sie die Dose bei Woolworth kaufte und dann in Jeans Schlafzimmer versteckte. Auf diese Weise ertappt, gesteht Harrison den Mord.
Im Gespräch mit Jean erklärt Poirot seine Schlüsse. Es erschien ihm unwahrscheinlich, dass zwei Verschwörer ihr Projekt an einem Ort besprechen, wo sie leicht belauscht werden können. Auch die sehr positive Reaktion von Harrison auf die geplante Exhumierung machte ihn stutzig. Als Motiv stellt sich heraus, dass Harrison Oldfield seit Jahren liebte und ihre Konkurrentin Jean aus dem Weg schaffen wollte.

### Die Arkadische Hirschkuh
(Originaltitel: The Arcadian Deer)
Poirot ist in einem ländlichen Gasthof notgelandet, nachdem sein Auto eine Panne hatte. Und obwohl er nur ein schlechtes Abendessen erhalten hat, genießt er doch den Blick auf das Kaminfeuer in seinem Zimmer nach einem Marsch durch den Schnee. Er wird durch den Mechaniker Ted Williamson gestört, einem jungen Mann, der aussieht wie ein griechischer Gott.
Williamson, der von der außerordentlichen Reputation Poirots gehört hat, bittet Poirot um Hilfe bei der Suche nach einem verschwundenen Mädchen. Im vergangenen Juni wurde Williamson nach Grasslawn, einem Haus etwas außerhalb des Ortes, gerufen, um ein Radio zu reparieren. Die Eigentümer und ihre Gäste waren mit dem Boot unterwegs und auch das Personal war nicht im Haus, so dass er von einem jungen Mädchen, der Zofe einer russischen Balletttänzerin, eingelassen wurde.
Das blonde Mädchen heißt Nita und er verliebte sich auf der Stelle in sie. Die beiden treffen sich zu einem Spaziergang, bei dem sie ihm erzählt, dass sie mit ihrer Herrin in zwei Wochen wieder hier sein wird und die beiden verabreden sich. Als sie zu der Verabredung nicht erscheint, nimmt er seinen ganzen Mut zusammen und geht nach Grasslawn. Dort sagt man ihm, dass die russische Tänzerin mit ihrer Zofe da ist. Aber die Zofe ist nicht Nita. Die neue Zofe Marie Hellin gab ihm eine Adresse in Nordlondon, an die er schreiben solle. Doch sein Brief kam zurück.
Poirot sucht diese Adresse auf und erfährt, dass das Mädchen, eine Italienerin, in ihre Heimat zurückgekehrt ist. Sie wird von ihrer Wirtin als dunkelhaarig beschrieben, kann also nicht Nita sein. Dann versucht er mit Nitas Herrin, Katrina Samoushenka, zu sprechen, die aber nach Paris abgereist ist. Dann besucht er den Eigentümer von Grasslawn, Sir George Sanderfield, der sich zwar an Marie, aber nicht an die Zofe beim ersten Besuch von Madame Samoushenka erinnert und meint, dass Poirot sich irre. Marie wird als nächste von Poirot besucht. Sie wurde in der letzten Juniwoche angestellt, weil die vorherige Zofe gegangen war, wahrscheinlich weil sie krank war. Sie deutet an, dass sie etwas über Sir George weiß, das für Poirot von Bedeutung sein könnte. Er lehnt, sehr zu ihrem Ärger, das Angebot ab.
Als Poirot sich im Theater in Paris erkundigt, erfährt er, dass die Tänzerin nun nach Vagray Les Alpes in der Schweiz gegangen ist, weil sie Tuberkulose hat und dass ihre Zofe eine Italienerin aus Pisa war. Er fährt nach Pisa, nur um festzustellen, dass das Mädchen, das von seiner Familie Bianca genannt wird, bei einer Blinddarmoperation gestorben ist. Nun bleibt ihm nur noch die Reise in die Schweiz, wo er die sterbende Katrina Samoushenka findet. Sie bestätigt Poirot, dass Marie Hellin Sir George Sanderfield erpresste und dass ihre Vorgängerin gestorben ist. Gerade als er Katrina erklärt, dass die Familie sie Bianca nennt, fällt sein Blick auf ihr goldenes Haar und alles wird ihm klar.
An jenem Tag im Juni war Katrina wirklich ohne Zofe gereist und sie war nicht mit den anderen zum Boot gegangen. Sie war allein zu Hause, hatte Williamson geöffnet und sich den Namen Nita von Incognita gegeben. Die nun folgenden Stunden hat sie sehr genossen.
Poirot gelingt es Katrinas Lebensmut zu wecken, indem er ihr ein neues Leben mit Williamson abseits der Bühne ausmalt.

### Der Erymanthische Eber
(Originaltitel: The Erymanthian Boar)
Da Poirot gerade in der Schweiz ist, beschließt er dort noch einige Urlaubstage zu verbringen. In der Seilbahn nach Rochers de Naye erhält er einen hastig mit Bleistift geschriebenen Brief von Lementeuil, einem ihm gut bekannten Schweizer Polizeikommissar. Er schreibt, dass im Berghotel der in den Mord an Salley, einem Pariser Buchmacher, verwickelte Gangster Marrascaud, sich mit Mitgliedern seiner Gang treffen will. Da Marrascaud von Lementeuil als „wilder Eber“ bezeichnet wird, scheint dieser Fall als vierte „Arbeit des Herkules“ geeignet. Poirot findet den Ort für ein solches Gangstertreffen völlig ungeeignet. Das Hotel liegt auf einem Berg und ist nur mit der Seilbahn zu erreichen.
Poirot betrachtet seine Mitreisenden: Das sind ein freundlicher amerikanischer Tourist Mr. Schwartz, eine schöne aber melancholische Frau, ein großer, vornehm aussehender Herr mit angegrautem Haar, der ein deutsches Buch liest und drei kriminelle Typen, die Karten spielen. Als sie im Hotel ankommen, herrscht dort ein riesiges Chaos, denn die Saison hat gerade begonnen. Poirot scheint der Hoteldirektor aber dann doch zu sehr in Panik. Die einzige effiziente Person ist der Kellner Gustave. Vom Hotelmanager und von Schwartz erfährt Poirot, dass die schöne Frau Madame Grandier ist, die jedes Jahr hierher kommt, um des Todestags ihres Mannes zu gedenken, der beim Klettern tödlich verunglückt ist. Der vornehme Dr. Lutz ist ein jüdischer Flüchtling aus Österreich und scheinbar ein Nervenspezialist und Fachmann für Psychoanalyse. Poirot stellt sich gegenüber Schwartz als Monsieur Poirier, ein Seidenhändler aus Lyon vor.
Am nächsten Morgen, als der Kellner Gustave Poirot den Kaffee aufs Zimmer bringt, gibt sich dieser als Polizeiinspektor Drouet zu erkennen, den Lementeuil in seinem Brief nannte. Er berichtet, dass das Seil der Seilbahn wahrscheinlich durch Sabotage zerstört worden ist und nun alle für einige Tage oben festsitzen. Die beiden diskutieren, wer Marrascaud sein könnte. Die spannendste Frage bleibt aber, warum das Treffen an einem so abgelegenen Ort stattfinden soll.
Poirot spricht mit der Köchin und ihrem Mann Jacques und stellt fest, dass es vor Gustave einen anderen Kellner namens Robert gab, der wegen seiner Unfähigkeit entlassen wurde, dessen eigentliche Abreise aber niemand beobachtet hat. In der Nacht wird Poirot von den drei Kartenspielern in seinem Zimmer angegriffen und von Schwartz mit der Pistole in der Hand gerettet. Die Drei hatten vorher auch schon Gustaves Gesicht mit einem Messer schwer verletzt. Dr. Lutz hatte den verletzten Polizisten versorgt, der aber nicht in Lebensgefahr schwebt. Dann entdecken sie eine blutige Fußspur, die aus dem unbewohnten Teil des Hauses kommt. Als sie der Spur folgen, entdecken sie in einem Zimmer eine fürchterlich zugerichtete Leiche, der man mit einem Messer einen Zettel angeheftet hat: „Marrascaud wird nicht mehr morden – noch wird er seine Freunde berauben!“
Poirot vermutet, dass es sich bei der Leiche um Robert handelt. Mit Hilfe eines Heliographen sendet er einen Hilferuf in das Tal und drei Tage später erreichen Lementeuil und einige Offiziere nach einem anstrengenden Aufstieg das Hotel.
Nun verkündet Poirot, dass Gustave nicht Drouet ist, sondern Marrascaud. Inspektor Drouet war als Robert im Hotel; Marrascaud ermordete ihn und nahm seinen Platz ein. Wir erfahren, dass Poirot den von Gustave gebrachten Kaffee nicht getrunken hatte, weil er vermutete, dass er vergiftet sei. Auch der Angriff der drei Kartenspieler war fingiert. Er sollte die schweren Gesichtsverletzungen Gustaves erklären, die aber nicht durch einen Angriff, sondern durch einen chirurgischen Eingriff zur Gesichtsveränderung durch Dr. Lutz entstanden waren. Aus diesem Grund hatte man auch den abgelegenen Ort gewählt.

### Die Ställe des Augias
(Originaltitel: The Augean Stables)
Poirot wird vom Premierminister des Vereinigten Königreiches, Edward Ferrier, um Hilfe gebeten. Ferriers Vorgänger in diesem Amt war sein Schwiegervater John Hammett, nun Lord Cornworth, von dem die Leute bisher immer sagten: „John Hammett ist eine ehrliche Haut.“ In der Wochenzeitung The X-Ray News werden nun aber sensationelle Enthüllungen angekündigt, die Hammett betreffen sollen: Anschuldigungen schamloser Rechtsverdrehungen, betrügerischer Börsenmanipulationen und eines groben Missbrauchs von Parteigeldern. Poirot ist nicht interessiert, bis der Privatsekretär, Sir George Conway, davon spricht, dass er Hilfe brauche, die „Ställe des Augias“ auszumisten.
Poirot sucht Percy Perry auf, den schäbigen Herausgeber der The X-Ray News, von dem er gehört hat, dass er auch schon mal bereit sei, gegen Bezahlung auf die Veröffentlichung einer Geschichte zu verzichten. In diesem Fall will er jedoch kein Geld, sondern will die Geschichte unbedingt veröffentlichen. Bald darauf taucht in der Presse noch eine weitere Reihe von Artikeln auf, die scheinbar einen Sexskandal von Ferriers Frau Dagmar entlarven. Die Artikel zeigen Bilder von ihr, wie sie sich mit einem südamerikanischen Gigolo vergnügt.
Da die Geschichten in den The X-Ray News erschienen sind, wird eine Verleumdungsklage gegen die Zeitung eingereicht. Erster Zeuge ist der Bischof von Northumbrien und er beschwört, dass sich Mrs. Ferrier zu den fraglichen Zeitpunkten auf Anraten ihres Arztes in seinem Palast erholte. Die zweite Zeugin ist die Dänin Thelma Anderson, die bestätigt, dass sie von einem Mann der The X-Ray News angeheuert wurde, um als Double einer englischen Schauspielerin zu fungieren. Dass es sich dabei um Mrs. Dagmar Ferrier handelte, wusste sie nicht. So wurde sie in verschiedenen kompromittierenden Situationen fotografiert. Mrs. Ferrier gewinnt ihren Prozess und deshalb tauchen Gerüchte auf, dass auch die Artikel über ihren Mann gefälscht waren.
Später gesteht Poirot einem überraschten Ferrier, dass er sich diesen Plan mit Hilfe von Dagmar ausgedacht hatte, um die Glaubhaftigkeit der Zeitung in Zweifel zu ziehen und von den ursprünglichen Anschuldigungen abzulenken.

### Die Stymphaliden
(Originaltitel: The Stymphalean Birds)
Harold Waring, ein 30-jähriger parlamentarischer Unterstaatssekretär, genießt seinen Urlaub in Herzoslovakien in einem Hotel am Stempka-See. Die einzigen anderen Engländer im Hotel sind eine ältere Dame, Mrs. Rice und ihre verheiratete Tochter Mrs. Elsie Clayton. Die drei verbringen eine angenehme Zeit miteinander.
Zwei weitere Frauen aber beunruhigen Harold. Er sah sie zuerst einen Weg vom See zum Hotel hochkommen. Sie hatten lange, gebogene Nasen wie Vögel und ihre Gesichter, die einander merkwürdig ähnelten, waren völlig unbeweglich. Über den Schultern trugen sie lose Mäntel, die im Winde flatterten wie die Flügel zweier großer Vögel. Auf Harold wirkten sie wie große Raubvögel. Von Mrs. Rice, die die Frauen auch bemerkt hat, erfährt er, dass ihre Tochter nicht verwitwet ist, sondern dass sie unglücklich mit ihrem Mann Philip, einem Trinker verheiratet ist. Die Seele ihrer Tochter wird durch diese Ehe langsam zerstört. Vom Portier weiß Mrs. Rice auch, dass die beiden unheimlich aussehenden Frauen polnische Schwestern sind.
An einem Morgen findet Harold Elsie im Wald auf einem gefällten Baum, sie weint laut über den Zustand ihres Lebens. Er tröstet sie und begleitet sie zum Hotel zurück. Dabei treffen sie auf eine der Polinnen und Harold fragt sich, was sie mitbekommen hat.
Am Abend stürmt Elsie in Harolds Zimmer. Ihr Mann ist im Hotel angekommen und ist in fürchterlicher Rage. In diesem Moment betritt Philip Clayton das Zimmer. Mit einem schweren Schraubenschlüssel in der Hand will er Elsie töten, weil er von der Polin gehört hat, dass sie eine Affäre mit Harold habe. Elsie gelingt die Flucht in ihr eigenes Zimmer, in das sie sich aber nicht mehr einschließen kann. Philip folgt und schließt beide ein, bevor Harold die Tür erreicht. Von Innen hört er die Schreie von Elsie und es gelingt Harold, die Tür zu öffnen. Clayton stürzt auf Harold zu – Elsie nimmt einen schweren Briefbeschwerer und schlägt ihren Mann nieder. Elsie bittet Harold, in sein eigenes Zimmer zurückzukehren, damit er mit dem Geschehen nicht in Verbindung gebracht wird. Nach einer halben Stunde erscheint Mrs. Rice und teilt ihm mit, dass Philip tot ist, getötet durch einen Schlag mit einem schweren Gegenstand.
Harold ist besorgt und hat wenig Vertrauen in die örtliche Polizei. Nur er kann Elsies Unschuld bezeugen; doch wird man ihm glauben, dass ihre Beziehung unschuldig war? Da hat Mrs. Rice plötzlich eine Idee: Sie glaubt, dass die Polizei und das Hotelpersonal bestechlich seien. Harold will diesen Versuch unternehmen und telegrafiert nach Hause, um eine größere Summe zu besorgen. Alle anderen Verhandlungen überlässt er Mrs. Rice, da er die örtliche Sprache nicht spricht. Alles scheint gut zu gehen und am nächsten Tag sieht er Mrs. Rice, wie sie mit einem Polizisten spricht. Später erzählt sie ihm, dass Paytons Tod offiziell für natürlich erklärt werde. So scheint es auch, bis eine der beiden Polinnen mit Mrs. Rice spricht. Diese erklärt danach, dass beide Frauen die Wahrheit kennen würden. Mrs. Rice stürzt Harold damit in völlige Verzweiflung. Um sich zu beruhigen, läuft er zum See. Dort ruft er laut: „Zum Teufel mit ihnen! Mit diesen verfluchten, blutsaugenden Harpyien!“
Diesen Ausruf hört Poirot, der Harold seine Hilfe anbietet. Harold erzählt ihm die ganze Geschichte. Poirot zieht einen Vergleich zu den „Stymphaliden mit den eisernen Schnäbeln, die sich von Menschenfleisch nähren und am See Stymphalos hausen.“ Am nächsten Tag sagt er Harold, dass er erfolgreich war, indem er die „ehernen Klappern“ verwendete, und die Erpresser entlarvt wurden. Durch ein Telegramm hatte er herausgefunden, dass sie von der Polizei gesucht wurden und nun verhaftet seien. Harold ist erleichtert. Doch plötzlich treten Flecken in sein Gesicht, als er die beiden Polinnen sieht. Poirot erklärt ihm, dass die beiden aus einer guten Familie stammen und die wahren Erpresser Mrs. Rice und ihre Tochter waren. „Philip Clayton“ habe nie existiert. Der Mann, der „ermordet“ wurde, war die verkleidete Mrs. Rice, eine Schauspielerin, die sehr erfolgreich in Männerrollen war. Die Polizei wäre nie zu einer solchen Vertuschung bereit gewesen, wie man sie Harold erzählt hatte. Aber er zahlte das Geld, weil er von den Verhandlungen kein Wort verstand. Daraufhin schwört Harold: „Ich mache mich jetzt gleich an die Arbeit und lerne jede europäische Sprache, die es gibt!“

### Der kretische Stier
(Originaltitel: The Cretan Bull)
Poirot wird von einer jungen Frau, Diana Maberly, um Hilfe gebeten. Sie war seit über einem Jahr mit Hugh Chandler verlobt, der diese Verlobung nun aber plötzlich löste, weil er denkt, dass er verrückt wird. Es gibt in der Familiengeschichte schon einige Fälle von Wahnsinn, so bei seinem Großvater, einer Großtante und auch hatte Hughs Vater, Admiral Chandler, dafür gesorgt, dass er die Armee verlassen konnte, bevor irgendwelche Symptome auftreten. Das war unter dem Vorwand geschehen, dass sich Hugh um die Ländereien der Familie kümmern muss. Daran hat aber niemand geglaubt – einschließlich Colonel Frobisher, einen guten Freund der Familie und Hughs Patenonkel. Auf Nachfrage von Poirot erzählt Diana von einigen ungewöhnlichen Vorkommnissen. So wurden in der Nähe des Landsitzes Schafe mit durchgeschnittenen Kehlen gefunden. Diana meint aber, dass Hugh nichts damit zu tun hat. Der Admiral verhindert auch, dass ein Arzt seinen Sohn sieht.
Poirot reist mit Diana zum Landsitz der Chandlers, Lyde Manor, wo er sich mit den Betroffenen trifft. Poirot lernt Hugh kennen, einen netten jungen Mann groß und stark wie ein Stier. Von Colonel Frobisher erfährt er weitere Details über den Wahnsinn in der Familie, einschließlich der Tatsache, dass Hughs Großvater so krank war, dass er in einer Anstalt untergebracht werden musste. Poirot hört auch, dass Hughs Mutter bei einem Bootsunfall starb, als er zehn war und dass sie vor der Ehe mit dem Admiral mit Frobisher verlobt war, der aber nach Indien ging. Bei seiner Rückkehr war sie verheiratet. Das konnte die Bande der Freundschaft zwischen den beiden Männern aber nicht zerstören. Poirot fordert Frobisher auf, ihm noch mehr Einzelheiten zu den Vorfällen mit den Schafen zu erzählen. In der Nacht hatte der Admiral seinen Sohn in seinem Zimmer gefunden mit blutiger Kleidung und blutverschmierten Händen. Auch das Wasser in der Waschschüssel war rot gefärbt. Nur Hugh konnte sich an nichts erinnern. Poirot befragt auch den Admiral, der seit Beginn dieser Vorfälle sichtlich gealtert ist. Auch ist er sich sicher, dass es das Beste war, die Verlobung aufzulösen. So wird es nach seinem Tod und dem seines Sohnes keine Chandlers mehr auf Lyde Manor geben.
Als Poirot nun Hugh befragt, erfährt er von dessen Träumen. Sie enthalten immer Teile mit Wutanfällen, Halluzinationen und er erzählt auch, dass er ein Skelett im Garten gesehen hat. Poirot ist aber weiter davon überzeugt, dass Hugh nicht krank ist und fährt mit seinen Ermittlungen fort. Dazu will er die Nacht in Manor verbringen. Er durchsucht Hughs Zimmer und macht sich auch noch auf den Weg zur örtlichen Apotheke, angeblich um sich eine Zahnbürste zu kaufen.
In dieser Nacht gelingt es Hugh aus seinem verschlossenen Zimmer zu fliehen, er wird direkt vor Dianas Zimmer gefunden mit einem blutigen Messer in der Hand, mit dem er eine Katze getötet hat. Als er wieder zu Bewusstsein kommt, erklärt er allen, dass er am Morgen auf Hasenjagd gehen will. Aber es ist klar, dass er im Wald Selbstmord begehen will, um den anderen und vor allem Diana weitere Schmerzen zu ersparen. Poirot hält ihn auf und kann den Fall lösen. Hugh wurde mit Stechäpfeln vergiftet. Das Gift dieser Pflanze ruft Halluzinationen hervor, die zu Selbstverletzungen führen können. Es wurde ihm in seiner Rasiercreme verabreicht und führte durch den täglichen Einsatz zu der langsamen, aber schweren Vergiftung. Poirot hatte eine Probe zum örtlichen Apotheker gebracht und das Gift nachgewiesen. Aber wer ist verantwortlich?
Poirot erklärt, dass Admiral Chandler den Wahnsinn der Familie geerbt hat, aber Hugh ist nicht sein Sohn, sondern der von Colonel Frobisher, der mit seiner Mutter vor der Abreise nach Indien eine Affäre hatte. Als dem Admiral die Ähnlichkeit seines Sohnes mit seinem Freund aufgefallen war, erpresste er von Hugh Mutter die Wahrheit und ermordete sie durch den „Bootsunfall“. Er verhinderte, dass Hugh einen Arzt sah, der seine Gesundheit feststellen würde.
Als der Admiral das alles von Poirot hört, streitet der alles ab und stellt Poirots Behauptungen als Hirngespinste dar. Er nimmt sein Gewehr und erklärt, dass er, so wie sein Sohn, in den Wald gehen will, um Hasen zu schießen. Er wird gesehen, wie er in den Wald geht. Ein Schuss wird abgefeuert.

### Die Stuten des Diomedes
(Originaltitel: The Horses of Diomedes)
Eines Nachts wird Poirot von einem jungen Arzt, Doktor Michael Stoddart, telefonisch um Hilfe gebeten. Obwohl es ein Uhr morgens ist, macht sich Poirot auf den Weg zu der angegebenen Adresse. Es handelt sich um ein Mews – ein typisches Gebäude in London, bei dem sich im Erdgeschoss die Ställe und im Obergeschoss die Wohnungen befinden.
Poirot trifft auf Stoddart in einer heruntergekommenen Wohnung, in der eine Party stattgefunden hat, bei der auch Kokain konsumiert wurde. Die Wohnung gehört einer Patience Grace. Mrs. Grace hatte eine Auseinandersetzung mit ihrem Geliebten Anthony Hawker. Als dieser die Wohnung verließ, lehnte sie sich aus dem Fenster, um ihn zu erschießen. Sie verfehlte ihn aber und traf stattdessen einen Obdachlosen, der eine Fleischwunde erlitt. Man brachte den Obdachlosen, der stark blutete, ins Haus und rief Stoddart. Der versorgte ihn und brachte ihn mit einigen Fünfpfundnoten zum Schweigen. Poirot will nun die Polizei holen, aber Michael Stoddart bittet ihn, die Polizei nicht einzuschalten.
Denn bei der Party war noch eine weitere Frau anwesend – Sheila Grant. Michael Stoddart hatte sie vor einigen Wochen bei einem Ball auf dem Land kennengelernt. Sie ist eine von vier Töchtern eines pensionierten Armeegenerals und alle vier Schwestern sind nicht zu zähmen und gehen oft auf Partys, wo es Kokain gibt. Und so liegt Sheila noch im Drogenrausch in Pattys Wohnung. Als sie wach wird, belehrt Michael sie über die Gefahren des Kokainkonsums und Poirot stellt sich vor. Es scheint, dass sie ihn kennt und deshalb nervös wird.
Poirot fährt auf das Land nach Mertonshire, wo er von einer alten Freundin, Lady Carmichael, Details über die Familie Grant erfährt. Lady Carmichael ist ganz aufgeregt, weil sie denkt, Poirot wäre gekommen, um gefährliche Verbrechen aufzuklären, ist aber enttäuscht, als er ihr erklärt, dass er nur vier wilde Pferde zähmen möchte. Über Anthony Hawker erfährt er, dass er und seine Freundin Mrs. Larkin einen schlechten Ruf haben.
Er besucht General Grant, dessen Haus voll mit Erinnerungsstücken aus Indien ist. Der General selbst vervollständigt das klischeehafte Bild. In einem Sessel sitzend, das von Gicht geplagte Bein hochgelegt und Portwein trinkend über die Welt schimpfend. Poirot überbringt ihm die Nachrichten über den Drogenkonsum seiner Töchter, hört die Schreie der Wut und die Drohungen des alten Mannes. Beim Verlassen des Zimmers stolpert er und stützt sich auf dem bandagierten Bein ab.
Es gelingt Poirot eine Einladung zu einer Party bei Mrs. Larkin zu erhalten, wo er auf Pamela Grant, Sheilas Schwester trifft. Hawker kommt mit Sheila im Schlepptau an, sie kommen von der Jagd und wollen einen Drink nehmen und Hawkers Feldflasche auffüllen. Von einem Diener in dem Haus ihres Vaters hat Sheila gehört, dass Poirot gestern dort war. Als Poirot geht, hört er Pam zu Sheila zuflüstern „… Feldflasche ..“ In der Halle findet er eine Feldflasche mit dem Monogramm AH – voll mit einem weißen Pulver.
Zurück bei Lady Carmichael redet Poirot Sheila ins Gewissen. Mit Hilfe einer Fotografie hat er sie als Sheila Kelly identifiziert, eine kleine Ladendiebin und die anderen drei sind weder ihre Schwestern noch ist General Grant ein General. Er ist der Kopf eines Drogenhändlerringes und die vier jungen Frauen waren seine Kuriere. Poirot kann Sheila überzeugen, gegen den „General“ auszusagen, um den Ring zu zerschlagen.
Später erzählt er dem völlig überraschten Michael, dass er nur hinter die Angelegenheit gekommen war, weil die Inszenierung des „Generals“ so übertrieben war und weil er nicht aufschrie, als er gegen sein Bein lief. Hawker war nicht der Dealer, sondern der Kunde. Abschließend gibt Poirot Michael noch die Hoffnung, dass Sheila ihre kriminellen Aktivitäten einstellen wird – sie also gezähmt wird.

### Der Gürtel der Hippolyta
(Originaltitel: The Girdle of Hyppolita)
Alexander Simpson bittet Poirot um Hilfe, weil aus seiner Galerie ein Bild von Rubens gestohlen wurde. Eine Gruppe von Arbeitslosen war in die Galerie eingedrungen, um eine Demonstration abzuhalten, wie es in diesen Tagen gang und gäbe war. Nachdem die Polizei die Lage wieder in den Griff bekommen hatte, stellte man fest, dass das Bild aus dem Rahmen geschnitten worden war. Simpson weiß, dass das Bild nach Frankreich zu einem reichen Sammler gekommen ist. Er will Poirots Hilfe, weil er glaubt, dass der besser mit dem skrupellosen Millionär umgehen kann als die Polizei. Poirot stimmt widerwillig zu.
Für einen anderen Fall interessiert er sich viel mehr. Von Japp, der schon von seiner Reise nach Frankreich weiß, wird er gebeten, das Verschwinden des 15-jährigen englischen Mädchens Winnie King zu untersuchen. Sie befand sich in einer Gruppe von Mädchen auf dem Weg nach Paris, wo sie in Miss Popes exklusiver Schule das neue Schuljahr beginnen sollte. Auf dem Rückweg vom Speisewagen des Zuges, kurz nachdem dieser Amiens (den letzten Stopp vor Paris) verlassen hatte, ging sie auf die Toilette und verschwand scheinbar. Eine Leiche wurde nicht gefunden und der Zug hatte auch nicht noch einmal gehalten. Aber Winnies Hut wurde später in der Nähe der Gleise gefunden. Poirot fragt, ob ihre Schuhe auch gefunden wurden.
Einige Zeit später erzählt Japp Poirot am Telefon, dass man Winnie ungefähr 15 Meilen von Amiens gefunden hat. Sie ist wie betäubt und scheint unter Drogen zu stehen. Sie kann sich an Nichts seit ihrer Abreise aus ihrer Heimatstadt Cranchester erinnern. Auch nicht an das Treffen in London mit Miss Burshaw, der Angestellten von Miss Pope, und ihre Reise über den Kanal. Obwohl das Mädchen nun gefunden ist, spricht Poirot mit dem ermittelnden Beamten in Frankreich, der aber der Lösung des Problems auch nicht näher gekommen ist. Die Mitreisenden scheinen nicht unter Verdacht zu stehen: zwei alte Jungfern, zwei Geschäftsreisende, ein junger Mann namens James Elliot und eine schrille Frau, eine Amerikanerin, über die wenig bekannt ist. Er kann aber zumindest bestätigen, dass Winnies Schuhe neben den Gleisen gefunden wurden, was Poirots Theorie bestätigt.
Poirot reist nach Frankreich und besucht Miss Popes Einrichtung in Neuilly. Die formidable Leiterin preist die Vorteile der Schule durch die Nähe zur Kultur und Musik in Paris, bis ihr einfällt, dass Poirot ja gar kein Elternteil ist. Er erfährt, dass die Pariser Polizei zweimal da war, um Winnies Sachen zu untersuchen. Die beiden Abteilungen hatten aber scheinbar nicht miteinander gesprochen. Dann sieht er ein wirklich schreckliches Ölgemälde der Brücke in Cranchester, gemalt von Winnie als ein Geschenk für Miss Pope. Vor der entsetzten Frau beginnt Poirot damit, das Gemälde mit Terpentin zu bearbeiten und erklärt, dass Winnie niemals über den Kanal gereist ist. Miss Burshaw traf in London ein Mädchen, das sie nie zuvor gesehen hatte und das sich in der Toilette des Zuges so verkleidete, dass aus dem Schulmädchen eine schrille Amerikanerin wurde – die Frau von James Elliot. Gerade in diesem Moment hat Poirot die Farbe von dem Gemälde abgewischt und es entpuppt sich als das gesuchte Meisterwerk von Rubens. Die Diebe hatten diesen Trick angewandt, um die Tatsache auszunutzen, dass sich für den Koffer eines in einer Gruppe reisenden Schulmädchens niemand interessiert. Andere Mitglieder der Gang tauchten dann als Polizisten verkleidet in der Schule auf und wollten das Bild wieder an sich nehmen. Sie konnten aber nicht ahnen, dass Miss Pope den Koffer schon ausgepackt und das Geschenk aufgehängt hatte.
Als Poirot abreist, schwärmen die Mädchen um ihn herum und bitten ihn um Autogramme. Poirot vergleicht das mit einem Angriff der Amazonen.

### Geryons Herde
(Originaltitel: The Flock of Geryon)
Poirot erhält Besuch von Miss Carnaby, die der Leser schon aus Der Nemeische Löwe kennt. Poirot lobt sie als die erfolgreichste Verbrecherin, die er jemals traf. Aber Miss Carnaby ist über ihre kriminelle Energie entsetzt und möchte die in ihr wohnenden Talente doch lieber in legale Wege lenken. Dazu will sie Poirot bei der Lösung von Fällen helfen und hat einen Fall gleich mitgebracht.
Ihre Freundin, Mrs. Emmeline Clegg, ist eine reiche Witwe, die sich in der Trauer um den Tod ihres geliebten Mannes an eine Sekte in Devon gewandt hat – die „Herde des Hirten“. Deren Anführer ist der schöne und charismatische Dr. Andersen, und Mrs. Clegg ist ihm so verfallen, dass sie der Sekte in ihrem Testament ihr gesamtes Vermögen hinterlassen hat.
Das Haus der Sekte in Devon heißt Green Hills Sanctuary. Miss Carnaby ist besonders besorgt, weil sie von drei weiteren Frauen weiß, die auch ihr Testament zugunsten der Sekte geändert hatten und im letzten Jahr gestorben sind. Sie hatte die Todesfälle untersucht und nichts Auffälliges entdeckt. Poirot bittet Miss Carnaby, in die Sekte einzutreten und sich Zugang nach Green Hills Sanctuary zu verschaffen.
Poirot konsultiert Japp, um mit ihm den Fall zu besprechen. Scotland Yard findet heraus, dass Andersen ein deutscher Chemiker ist, der vor den Nazis flüchten musste, weil seine Mutter Jüdin ist, und dass es nichts Verdächtiges an den von Miss Carnaby genannten Todesfällen gibt. Trotzdem sieht Poirot in Andersen das Ungeheuer Geryon, das die Herde bewacht und das vernichtet werden muss, um die Herde zu befreien.
Miss Carnaby zieht nach Green Hills Sanctuary zu Mrs. Clegg. Gemeinsam nehmen die beiden in der Nacht an einem Gottesdienst unter dem Motto „Die voll erblühte Weide“ teil. Miss Carnaby hält die Veranstaltung für Blasphemie, bis sie plötzlich einen Nadelstich in ihrem Arm spürt und die Welt völlig anders aussieht. Ein Gefühl von Wohlbefinden und Euphorie umfängt sie und sie fällt in einen wundersamen Schlaf.
Später trifft sie sich mit Poirot, der ihr einschärft, sich unbedingt an seine Anweisungen zu halten: Sie soll Andersen sagen, dass sie bald eine große Summe Geld erhalten wird, die sie dann der Sekte stiften wird, dass sie Probleme mit den Lungen hat und, dass Mrs. Clegg demnächst noch eine größere Summe von einer Tante erben wird.
Poirot fragt auch, ob es auf Green Hills Sanctuary einen Mann namens Mr. Cole gibt. Miss Carnaby bejaht das und erklärt, dass der ihr sehr sonderbar vorkomme. So als ob er ihre Behauptung beweisen will, spricht Mr. Cole Miss Carnaby am nächsten Tag an und weiht sie in seine seltsame Vision ein, in der er „den Propheten Elias in seinem feurigen Wagen vom Himmel herabkommen“ sah. Weiteren Schilderungen entgeht sie nur, weil sie Mr. Lipscombe, den Pförtner anspricht.
Am Tag vor dem nächsten Gottesdienst treffen sich Poirot und Miss Carnaby in einem Teesalon im Ort. Miss Carnaby ist plötzlich völlig verändert. Sie schwärmt vom großen Meister, und dass sie ihn nicht verraten kann, weil sie ihm mit Leib und Seele gehört. Aufgeregt stürmt sie aus dem Salon. Poirot ist völlig verwirrt, bemerkt aber noch, dass ihre Unterhaltung von einem mürrisch aussehenden Mann belauscht wurde.
Der nächste Gottesdienst ist in Gange und Miss Carnaby soll ihre nächste Injektion erhalten, als Cole einschreitet. Er ist in Wirklichkeit Detective Inspector Cole und er verhaftet Andersen.
Später treffen sich alle Beteiligten um den Fall zu besprechen. Der Mann im Teesalon war Mr. Lipscombe und als Miss Carnaby ihn erkannte, inszenierte sie den Akt der Treue zu Andersen. Poirot begriff das sofort, als er dem Mann folgte und der zum Green Hills Sanctuary ging. Andersens Wissen als Chemiker (obwohl er wahrscheinlich kein jüdischer Flüchtling war) hatte es ihm erlaubt, seinen Schützlingen Injektionen mit Haschisch zu setzen und sie auch mit bestimmten Bakterien zu infizieren, um sie zu töten. Die Spritze, mit der Andersen versucht hatte Miss Carnaby zu töten, enthielt Tuberkuloseviren.

### Die Äpfel der Hesperiden
(Originaltitel: The Apples of Hesperides)
Poirot erhält den Besuch von Emery Power, einem reichen Kunstsammler. Vor zehn Jahren hatte er auf einer Auktion einen goldenen Becher ersteigert, der angeblich Papst Alexander VI. – Rodrigo Borgia – gehört haben soll. Der Becher wurde von Benvenuto Cellini hergestellt und wurde vom Papst dazu benutzt, unliebsamen Besuchern Gift zu reichen. Die Ziselierung stellt einen Baum dar, um den sich eine edelsteingeschmückte Schlange windet, und die Äpfel des Baumes sind aus wunderbaren Smaragden geformt. Bei der Erwähnung der Äpfel ist Poirot sofort interessiert.
1929 zahlte Power 30.000 Pfund für den Becher an den Marchese di San Veratrino, doch in der Nacht vor der Übergabe wurde in dessen Haus eingebrochen und der Becher und weitere Schätze wurden gestohlen. Zu diesem Zeitpunkt war sich die Polizei sicher, dass eine Bande von drei internationalen Dieben hinter dem Verbrechen steckt. Zwei der Männer wurden schnell gefasst und einige der gestohlenen Wertsachen sichergestellt. Der Becher war nicht darunter. Der dritte Mann, der „irische Katze“ genannte Einbrecher Patrick Casey starb kurz danach, als er von einem Gebäude fiel. Power hat zehn Jahre damit verbracht und eine Menge Geld ausgegeben, um in den Besitz des Bechers zu gelangen, aber ohne Erfolg. Der Marchese hatte angeboten, das Geld zurückzugeben. Das hatte Power abgelehnt, denn er wollte für den Fall des Wiederauffindens des Bechers der Besitzer sein. Er selbst hatte immer Sir Reuben Rosenthal in Verdacht, der bei der Auktion sein Rivale war. Seit kurzem sind die beiden Geschäftspartner, und Power ist nun überzeugt, dass Rosenthal unschuldig ist.
Poirot übernimmt den Fall und befragt zuerst den ermittelnden Beamten, Inspektor Wagstaffe, über die Verdächtigen. Patrick Caseys Frau, eine strenge Katholikin, ist tot. Seine Tochter ist ins Kloster gegangen. Nur sein Sohn ist in die Fußstapfen seines Vaters getreten und sitzt nun im Gefängnis in Amerika.
Nach drei Monaten ist er in Irland und will das Kloster aufsuchen, in dem Caseys Tochter als Nonne lebt. Dort erfährt er, dass sie vor zwei Monaten gestorben ist. Mit Hilfe eines Einheimischen bricht er in das Kloster ein, wo er den Becher findet. Er bringt ihn zu Power und erzählt ihm, dass die Nonnen ihn als einen Abendmahlskelch verwendeten. Caseys Tochter hatte ihn mit in das Kloster gebracht, wohl um die Sünden ihres Vaters zu sühnen. Die Nonnen hatten sich für dessen Geschichte und den wirklichen Eigentümer nicht interessiert. Auf die Idee, dass sich der Kelch im Kloster befinden könnte, war Poirot gekommen, weil er in den letzten zehn Jahren nirgends aufgetaucht war.
Poirot zeigt Power den Mechanismus, mit dem das Gift in den Becher gelangt und bittet Power, den Kelch wieder an das Kloster zu geben, denn er meint, dass ein Becher mit einer solchen Geschichte seinem Eigentümer kein Glück bringen kann. Als der Becher im Kloster ankommt, singen die Nonnen eine Messe für Powers Seele, und er begreift endlich, dass ihn seine Gier unglücklich gemacht hat.

### Die Gefangennahme des Zerberus
(Originaltitel: The Capture of Cerberus)
Poirot verlässt gerade die Londoner U-Bahn am Piccadilly Circus, als ihm auf der Rolltreppe eine alte Bekannte, Gräfin Vera Rossakoff, entgegenkommt. Er ruft verzweifelt hinter ihr her, wo er sie finden kann: „In der Hölle …“ Oben angekommen, kehrt er sofort um und fährt wieder hinunter – aber er kann sie nicht mehr finden.
Poirot ist verwirrt. Aber als er die unerschütterliche Miss Lemon fragt, was sie mit einer solchen Antwort anfangen würde, antwortet sie: „Ich glaube, es wäre ratsam, einen Tisch zu reservieren.“ Denn wie Poirot nun von ihr erfährt, ist „Die Hölle“ der derzeit angesagteste Nachtclub in London. Der Klub befindet sich in einem Keller und ist als Hölle dekoriert, so wie sich verschiedene Kulturen die Hölle vorstellen. So gibt es am Eingang sogar einen schwarzen, gefährlich aussehenden Hund Cerberus. Die Gräfin Rossakoff stellt Poirot Professor Liskeard, einem Archäologen vor, der die Gräfin bei der Innenausstattung beraten hatte, nun aber vom Ergebnis entsetzt ist und Dr. Alice Cunningham, eine Psychologin, die mit Rossakoffs Sohn verlobt ist, der derzeit in Amerika arbeitet. Cunningham und Poirot kommen nicht gut miteinander aus. Sie ist nur an Kriminalpsychologie interessiert und weiß zum Ärger von Poirot seine legendären deduktiven Leistungen nicht zu würdigen. Auch seine Fragen nach ihrer wenig femininen Kleidung kommen nicht gut an. Alice Cunningham ist aber von dem Frauenheld Paul Varesco fasziniert, der ein gut aussehender Mann mit einem zweifelhaften Ruf ist. Sie tanzt mit ihm und nimmt ihn, ganz Psychologin, sofort über seine Kindheit ins Kreuzverhör. Poirot erkennt einen jungen Polizisten im Frack in der Menge und spürt, dass irgendetwas „im Busch“ ist.
Als er am nächsten Tag Japp trifft, bestätigt sich sein Verdacht. Der Klub wurde von der Polizei überwacht, weil er in Verbindung mit einem Drogenring gebracht wurde. Man weiß zwar nicht, wer den Klub finanziert, aber es ist bekannt, dass die Drogen mit Schmuck bezahlt werden. Reiche Damen tauschen ihren Schmuck gegen billige Imitate und Drogen. Später, wenn sich die Versicherungen und die Polizei damit befassen, leugnen sie von dem Austausch gewusst zu haben. Scotland Yard hat außerdem herausgefunden, dass die Imitate von einer Firma Golconda stammen und von dort zu Paul Varesco kommen. Unter dem Vorwand, einen Mörder zu suchen, durchsucht die Polizei den Klub, kann aber weder Drogen noch Schmuck finden, auch nicht bei Varesco.
Poirot fragt Gräfin Rossakoff nach dem wahren Besitzer des Klubs. Sie bestreitet, dass es einen anderen Besitzer gibt, ist aber entsetzt über die Verdächtigungen bezüglich des Drogenhandels. Japp erzählt Poirot von einer weiteren Razzia im Klub, und Poirot macht seine eigenen Pläne. In der Nacht der Razzia stationiert er einen kleinen Mann, Higgs, vor dem Klub.
Am Morgen nach der Razzia ruft Japp an und erzählt, dass sie Schmuck in der Tasche von Professor Liskeard gefunden haben, der aber glaubhaft versicherte, nicht zu wissen, wie die Juwelen in seine Tasche gekommen sein könnten. Jedoch wurden wieder keine Drogen gefunden. Poirot sagt dem überraschten Japp, dass er dafür verantwortlich sei und legt auf, weil es klingelt.
Gräfin Rossakoff verkündet fröhlich, dass sie die Steine in die Tasche des Professors gesteckt hatte, die sie zu Beginn der Razzia in ihrer eigenen Tasche vorgefunden hatte. Es war Varesco, der sie dort deponiert hatte, und er ist auch der wahre Eigentümer des Klubs. Poirot nimmt die Gräfin mit ins Nachbarzimmer, wo Higgs und Cerberus warten. Higgs kann mit jedem Hund umgehen und hatte den sonst gefährlichen Hund während der Razzia an sich genommen und in Poirots Wohnung gebracht. Poirot bittet Gräfin Rossakoff dem Hund zu befehlen, das, was er im Maul hält auszuspucken: Ein kleines Päckchen Kokain fällt zu Boden. Die geschockte Gräfin beteuert laut ihre Unschuld und Poirot sagt, dass er ihr glaube.
Die wahren Kriminellen sind Alice und Varesco. Alice hatte die Drogen in ihren Kleidertaschen und ließ sie dann auf der Tanzfläche in die Taschen ihrer Kunden gleiten. Als bei der Razzia das Licht ausging, positionierte Poirot sich bei Cerberus und hörte, wie Alice dem Hund die Kommandos gab. Er nutzte die Chance und schnitt mit einer Schere ein Stück aus ihrem Mantel, um ihre Identität zu beweisen.

## Wichtige Ausgaben
- 1947 Dodd Mead and Company (New York)
- 1947 Collins Crime Club (London), September 1947
- 1958 deutsche Erstausgabe im Scherz Verlag[4]
- 1971 neuer Titel:

1. Band: Monsieur P. ist neugierig[6]
2. Band: Abschiedsvorstellung für Monsieur P.[7]

- 1977 neuer Titel:

1. Band: Die ersten Arbeiten des Herkules[8]
2. Band: Die letzten Arbeiten des Herkules[9]

- 2007 neuer Titel: Die ersten und die letzten Arbeiten des Herkules[10]

- 2015 neuer Titel: Das große Hercule Poirot Buch. Die besten Kriminalgeschichten. Neuübersetzung von Michael Mundhenk[11], enthält: Vorwort, Der Nemeische Löwe, Der Kretische Stier, Der Gürtel der Hippolyte, Die Gefangennahme des Zerberus

### Erste Veröffentlichung der einzelnen Geschichten
Alle Kurzgeschichten außer The Capture of Cerberus erschienen zuerst im Vereinigten Königreich im Strand Magazine mit Illustrationen von Ernest Ratcliff:
- The Nemean Lion: November 1939 – Ausgabe 587
- The Lernaean Hydra: Dezember 1939 – Ausgabe 588
- The Arcadian Deer: Januar 1940 – Ausgabe 589
- The Erymanthian Boar: Februar 1940 – Ausgabe 590
- The Augean Stables: März 1940 – Ausgabe 591
- The Stymphalean Birds: April 1940 – Ausgabe 592
- The Cretan Bull: Mai 1940 – Ausgabe 593
- The Horses of Diomedes: Juni 1940 – Ausgabe 594
- The Girdle of Hyppolita: Juli 1940 – Ausgabe 595
- The Flock of Geryon: August 1940 – Ausgabe 596
- The Apples of the Hesperides: September 1940 – Ausgabe 597

The Capture of Cerberus wurde zuerst im Sammelband veröffentlicht.
In den USA wurden neun Geschichten in der Wochenzeitschrift This Week veröffentlicht:
- The Lernaean Hydra: 3. September 1939 unter dem Titel Invisible Enemy
- The Girdle of Hyppolita: 10. September 1939 unter dem Titel The Disappearance of Winnie King
- The Stymphalean Birds: 17. September 1939 unter dem Titel The Vulture Women
- The Cretan Bull: 24. September 1939 unter dem Titel Midnight Madness
- The Erymanthian Boar: 5. Mai 1940 unter dem Titel Murder Mountain
- The Apples of the Hesperides: 12. Mai 1940 unter dem Titel The Poison Cup
- The Arcadian Deer: 19. Mai 1940 unter dem Titel Vanishing Lady
- The Flock of Geryon: 26. Mai 1940 unter dem Titel Weird Monster
- The Capture of Cerberus: 16. März 1947 unter dem Titel Meet Me in Hell

Weiterhin wurden zwei weitere Geschichten wie folgt im Ellery Queen’s Mystery Magazine veröffentlicht:
- The Nemean Lion: September 1944 (Volume 5, Number 18) unter dem Titel The Case of the Kidnaped Pekinese
- The Horses of Diomedes: Januar 1945 (Volume 6, Number 20) unter dem Titel The Case of the Drug Peddler

## Verfilmungen
Die Arbeiten des Herkules wurden erstmals 2013 von Andy Wilson als Langfolge für die dreizehnte Staffel der britischen Fernsehserie Agatha Christie’s Poirot verfilmt. Dabei wurden nicht die einzelnen Geschichten als solche verfilmt, sondern Figuren, Handlungsmotive und -orte aus mehreren Geschichten zu einer zusammenhängenden Filmhandlung kombiniert. Neben David Suchet als Poirot spielen u. a. Orla Brady, Simon Callow, Rupert Evans und Eleanor Tomlinson mit; die Erstausstrahlung auf ITV war am 6. November 2013. Poirot verfällt in eine Depression, da er sich selbst die Frage stellt, ob es richtig war, dass er keine Familie gegründet hat und stattdessen den Beruf vorzog. Es deutet damit auf ein Ende seiner Ermittlungsarbeit hin (es ist die vorletzte Folge).

## Hörbücher
Diese Kurzgeschichten sind die einzigen Kurzgeschichten mit Hercule Poirot, die bisher nicht in einem Hörbuch umgesetzt wurden.
Die Hörspielreihe des SWR und des MDR aus dem Jahr 2006, die acht Kurzgeschichten aus anderen Sammlungen umsetzt, verwendet den Dialog zwischen Poirot und Burton aus dem Vorwort dieser Sammlung als Leitmotiv.